# 8e méridien ouest
En géographie, le 8e méridien ouest est le méridien joignant les points de la surface de la Terre dont la longitude est égale à 8° ouest.

## Géographie

### Dimensions
Comme tous les autres méridiens, la longueur du 8e méridien correspond à une demi-circonférence terrestre, soit 20 003,932 km. Au niveau de l'équateur, il est distant du méridien de Greenwich de 891 km,.
Avec le 172e méridien est, il forme un grand cercle passant par les pôles géographiques terrestres.

### Régions traversées
En commençant par le pôle Nord et descendant vers le sud au pôle Sud, Le 8e méridien ouest passe par:
| Coordonnées         | Pays, Territoire et Mer | Notes |
| ------------------- | ----------------------- | --- |
| 90° 00′ N, 8° 00′ O | Océan Arctique          | |
| 82° 05′ N, 8° 00′ O | Océan Atlantique        | |
| 71° 09′ N, 8° 00′ O | Norvège                 | Île de Jan Mayen |
| 71° 01′ N, 8° 00′ O | Océan Atlantique        | Passe juste à l'ouest de l'île de Mykines, Îles Féroé (à 62° 06′ N, 7° 40′ O) Passe juste à l'ouest de Monach Islands, Écosse, Royaume-Uni (at 57° 31′ N, 7° 40′ O) Passe juste à l'ouest de l'île de Mingulay, Écosse, Royaume-Uni (à 56° 48′ N, 7° 40′ O) |
| 55° 13′ N, 8° 00′ O | Irlande                 | |
| 54° 32′ N, 8° 00′ O | Royaume-Uni             | Irlande du Nord |
| 54° 21′ N, 8° 00′ O | Irlande                 | Passe juste à l'ouest de Athlone (à 53° 25′ N, 7° 56′ O) |
| 51° 51′ N, 8° 00′ O | Océan Atlantique        | |
| 43° 42′ N, 8° 00′ O | Espagne                 | Cedeira (Province de La Corogne) |
| 41° 50′ N, 8° 00′ O | Portugal                | Montalegre (District de Vila Real) |
| 37° 00′ N, 8° 00′ O | Océan Atlantique        | |
| 33° 28′ N, 8° 00′ O | Maroc                   | Passe par Marrakech (à 31° 38′ N, 8° 00′ O) |
| 29° 07′ N, 8° 00′ O | Algérie                 | |
| 26° 55′ N, 8° 00′ O | Mauritanie              | |
| 15° 30′ N, 8° 00′ O | Mali                    | Passe par Bamako (à 12° 38′ N, 8° 00′ O) |
| 10° 20′ N, 8° 00′ O | Guinée                  | |
| 10° 08′ N, 8° 00′ O | Côte d'Ivoire           | |
| 9° 24′ N, 8° 00′ O  | Guinée                  | |
| 8° 29′ N, 8° 00′ O  | Côte d'Ivoire           | |
| 8° 12′ N, 8° 00′ O  | Guinée                  | Sur environ 3 km |
| 8° 10′ N, 8° 00′ O  | Côte d'Ivoire           | Sur environ 9 km |
| 8° 05′ N, 8° 00′ O  | Guinée                  | Sur environ 6 km |
| 8° 02′ N, 8° 00′ O  | Côte d'Ivoire           | |
| 6° 19′ N, 8° 00′ O  | Liberia                 | |
| 4° 31′ N, 8° 00′ O  | Océan Atlantique        | |
| 60° 00′ S, 8° 00′ O | Océan Austral           | |
| 70° 40′ S, 8° 00′ O | Antarctique             | Terre de la Reine-Maud, revendiquée par la Norvège |